# Bages, Aude
Bages là một xã của Pháp, nằm ở tỉnh Aude trong vùng Occitanie.
Người dân địa phương trong tiếng Pháp gọi là Bageasois. Trong tiếng Occitan, xã này có tên Bajas, đọc là Bajos.
Xã này thuộc vùng đô thị Narbonne bên Canal de la Robine

## Hành chính
| Danh sách các xã trưởng                |           |               |      |         |
| Giai đoạn                              | Giai đoạn | Tên           | Đảng | Tư cách |
| tháng 3 năm 2008                       | 2014      | Marie Bat     |      |         |
| tháng 3 năm 2001                       | 2008      | Claude Mulero |      |         |
| Tất cả các dữ liệu trước đây không rõ. |           |               |      |         |

## Thông tin nhân khẩu
| Năm | 1962 | 1968 | 1975 | 1982 | 1990 | 1999 | 2007 |
| --- | ---- | ---- | ---- | ---- | ---- | ---- | ---- |
| Dân số | 557  | 558  | 572  | 547  | 694  | 755  | 761  |
| From the year 1962 on: No double counting—residents of multiple communes (e.g. students and military personnel) are counted only once. |      |      |      |      |      |      |      |

## Nhân vật nổi bật
- Gianfredo Camesi